# Heather Foster
Heather Foster (Kingston, 20 de diciembre de 1966) es una culturista profesional jamaicana residente en los Estados Unidos.

## Primeros años y educación
Heather Foster nació en 1966 en Kingston, capital de Jamaica. Tiene dos hermanos y una hermana. Sus padres emigraron al barrio de Jamaica, en el distrito de Queens de la ciudad de Nueva York, cuando ella tenía dos años y medio. Siempre fue una niña muy activa, participando en competiciones de atletismo en la escuela secundaria y en la universidad, y jugando al baloncesto en la escuela secundaria, en el instituto y en la universidad.
Heather y sus hermanos empezaron a jugar en la liga de baloncesto de la iglesia después de que su padre insistiera en que lo hicieran. Estudió piano clásico durante 10 años y actuó en numerosos conciertos cuando era joven. Actuaba como suplente en la iglesia y a menudo tocaba en algunos compromisos de grupos de gospel. En la escuela secundaria y en el instituto, se unió al coro. Entró en el coro del instituto cuando estaba en segundo curso. Mientras estaba en el instituto, el coro de nuestra iglesia compitió y ganó el tercer McDonald's Gospelfest anual, que dio la oportunidad de actuar en dos conciertos en el famoso Teatro Apollo, donde ella interpretó una pista y media en las dos actuaciones programadas.
Después del instituto, Heather asistió al City College de Nueva York, donde estudió Educación Física, y a la LaGuardia Community College, donde estudió Fisioterapia. Lleva ejerciendo la fisioterapia desde 1991, pasando 9 años trabajando para una institución de renombre, especializada en medicina deportiva y rehabilitación. También tiene experiencia en fisioterapia geriátrica y pediátrica. Ha impartido regularmente seminarios sobre salud, fitness y entrenamiento para una gran variedad de personas: personal, estudiantes, profesores, artistas, bailarines, artistas marciales...

## Carrera en el culturismo

### Amateur
Mientras asistía al City College de Nueva York, la universidad celebraba su primera competición de culturismo. Lyndon Brown, amigo de Heather, se encargó de reclutar a algunas culturistas femeninas, ya que no había suficientes participantes femeninas. A Heather, que en un principio no quería tener nada que ver con el culturismo, le propuso participar en la competición y le explicó lo que se esperaba de mí. Rechazó su petición después de saber que tenía que llevar un traje de baño de dos piezas. Estaba en los equipos femeninos de baloncesto y atletismo del CCNY y siempre había sido musculosa, incluso cuando era niña en el instituto.
Finalmente, Heather aceptó hacer el programa. Le enseñaron las siete posturas obligatorias y le pidieron que montara un número con música. El día de la competición estaba tan nerviosa que se puso unas gafas de sol en el escenario para no ver a nadie del público y exigió que bajaran las luces de la sala por el mismo motivo. Quedó segunda en la categoría de peso pesado y lo consiguió sin encender una sola pesa antes de la competición. Se hizo profesional en los Nacionales del NPC del año 2000 en Nueva York.

### Profesional
En 2001, Heather ganó el peso pesado y la general en su primera competición profesional, el Women's Pro Extravaganza. En 2006, ganó su segunda competición profesional, el Europa Super Show. En 2008 y 2009, no compitió debido a una osteítis del pubis. En 2010, quedó en sexto lugar en el Ms. Olympia.
Las rutinas de Heather han ganado tanta notoriedad que el ocho veces Mr. Olympia Ronnie Coleman la contrató para hacer su rutina durante los dos últimos años. Ante el medio Flexonline llegó a afirmar que su rutina en el Mr. Olympia del año 2006 "fue posiblemente la mejor rutina jamás vista en un escenario del Olympia". También hace arreglos musicales, locuciones, coreografías, entrenamientos y preparación de concursos para culturistas regionales, nacionales y profesionales. También es juez regional. Se la considera un prodigio del culturismo.

### Historial competitivo
- 1992 - NPC Atlantic States Championships - 3º puesto (HW)
- 1995 - Eastern USA - 1º puesto (MW y overall)
- 1995 - NPC USA Nationals - 4º puesto (MW)
- 1996 - NPC USA Nationals - 1º puesto (HW)
- 1996 - NPC Nationals - 6º puesto (HW)
- 1997 - NPC USA Nationals - 5º puesto (HW)
- 1997 - NPC Nationals - 2º puesto (HW)
- 1998 - NPC Nationals - 7º puesto (HW)
- 1999 - NPC USA Nationals - 3º puesto (HW)
- 2000 - NPC Nationals - 1º puesto (HW y overall)
- 2001 - IFBB Jan Tana Classic - 4º puesto (HW)
- 2001 - IFBB Women's Pro Extravaganza - 1º puesto (HW y overall)
- 2001 - IFBB Ms. Olympia - 7º puesto (HW)
- 2002 - IFBB Jan Tana Classic - 4º puesto (HW)
- 2003 - IFBB Ms. International - 5º puesto (HW)
- 2003 - IFBB Night of Champions - 6º puesto (HW)
- 2004 - IFBB Night of Champions - 3º puesto (HW)
- 2004 - IFBB Southwest Pro Cup - 3º puesto (HW)
- 2005 - IFBB Europa Super Show - 5º puesto (HW)
- 2005 - IFBB New York Pro - 2º puesto (HW)
- 2006 - IFBB Europa Super Show - 1º puesto
- 2006 - IFBB Ms. Olympia - 12º puesto
- 2007 - IFBB Sacramento Pro - 7º puesto (HW)
- 2007 - IFBB Atlantic City Pro - 5º puesto (HW)
- 2010 - IFBB New York Pro - 3º puesto
- 2010 - IFBB Ms. Olympia - 6º puesto
- 2011 - IFBB Europa Battle of Champions - 16º puesto
- 2011 - IFBB Ms. Olympia - 12º puesto[3][4][6]

## Vida personal
Heather continúa residiendo en la ciudad de Nueva York. Tuvo un novio llamado Tony. Fuera del mundo del culturismo, Heather canta para la New York City Master Chorale.